# Mam Nai

Mam Nai

Mam Nai hoặc Mam Nay (tiếng Khmer: ម៉មណៃ, sinh năm 1934), Biệt hiệu Đồng chí Chan (សមមិត្តច័ន្ទ), là một tội phạm chiến tranh và cựu trung úy của Santebal, cơ quan an ninh nội bộ của phong trào cộng sản Khmer Đỏ, từng cai trị Campuchia Dân chủ từ năm 1975 đến năm 1979. Ông là thủ lĩnh của đơn vị thẩm vấn tại Tuol Sleng (S-21), trợ giúp Kang Kek Iew (Đồng chí Duch), người đứng đầu trại giam, nơi hàng ngàn người bị giam giữ bị thẩm vấn, tra tấn và giết chết sau đó.
Mam Nay đã đưa ra lời khai tại Toà án Khmer Đỏ vào ngày 14 tháng 7 năm 2009. Ông phủ nhận là người lãnh đạo hệ thống thẩm vấn và tra tấn của Khmer Đỏ.
Cao to, mặt rỗ và có nước da hồng hào, Mam Nai đã gây ấn tượng với cả Nate Thayer và François Bizot là cá nhân Khmer Đỏ đáng sợ nhất mà họ từng thấy. Bizot mô tả thêm Mam Nai như một 'nhân vật tội phạm hư cấu thực sự' với 'khuôn mặt phi thường' đáng sợ. Ông đã gặp ông ta hai lần tại khu tập thể Đại sứ quán Pháp ở Phnôm Pênh, lần thứ hai trong vụ bắt giữ Sirik Matak đang lẩn trốn xin tị nạn chính trị.

## Tiểu sử
Mam Nai sinh ra ở tỉnh Kampong Thom vào năm 1934, trong khi Campuchia nằm dưới sự thống trị của thực dân Pháp. Ông được Son Sen dạy dỗ tại Institut de Pédagogie (Cao đẳng Sư phạm) ở Phnôm Pênh, trở thành giáo viên khoa học tự nhiên vào năm 1956, và hiệu trưởng trường Cao đẳng Balaign của Kompong Thom vào năm 1958. Trong môi trường học đường, ông quen biết với Khang Khek Ieu (Duch) là phó hiệu trưởng của ông. Cả hai đã bị cơ quan an ninh của Norodom Sihanouk bắt giữ vào năm 1967 do các hoạt động cánh tả của họ. Sau khi được Lon Nol phóng thích vào năm 1970, Mam Nai gia nhập Duch trong khu vực du kích dưới sự kiểm soát của Khmer Đỏ. Ông hỗ trợ công tác thẩm vấn và tra tấn tù nhân tại 'trại giam M-13', nhà tù đầu tiên mà Duch dựng lên trong các khu rừng ở Amleang, quận Thpong.
Cùng với Tang Sin Hean (Đồng chí Pon) Mam Nai đã giúp Duch hoàn thiện các kỹ thuật thẩm vấn của mình để thanh trừng "kẻ thù của cách mạng" từ hàng ngũ Khmer Đỏ. Các tù nhân tại các trại này, hầu hết là các cán bộ Khmer Đỏ bị thất sủng, thường xuyên bị bỏ đói và bị tra tấn để đổi lấy những lời thú tội thực sự và ngụy tạo. Rất ít tù nhân rời khỏi các trại còn sống. Sau chiến thắng của Khmer Đỏ vào tháng 4 năm 1975, Duch và người của ông đã thiết lập các nhà tù trên khắp thủ đô bao gồm nhà tù Tuol Sleng khét tiếng. Đến năm 1978, khi sự hoang tưởng của đảng tìm kiếm quyền lực không bị ngăn cản và các cuộc thanh trừng tiếp theo gia tăng vào cuối thời kỳ cai trị của Pol Pot, ngày càng có nhiều người được đưa đến. Mam Nai thông thạo tiếng Việt vốn không phổ biến ở Campuchia, tham gia thẩm vấn và tra tấn tù nhân gốc Việt, góp phần tiêu diệt nhóm thiểu số người Campuchia gốc Việt.
Chữ ký của Mam Nai trên nhiều tài liệu mô tả chi tiết về sự tra tấn đối thủ chính trị của DK. Ông đã cùng với ông chủ Duch của mình chứng kiến việc xử tử các tù nhân còn sống sót trước khi bỏ mặc nhà tù Tuol Sleng và cả hai đều là một trong những cán bộ Khmer Đỏ cuối cùng chạy trốn khỏi Phnôm Pênh khi nó rơi vào tay Quân đội Nhân dân Việt Nam vào ngày 7 tháng 1 năm 1979. Sau khi trốn thoát đến Biên giới, Mam Nai gia nhập một trong những nhóm Khmer Đỏ đã tìm thấy nơi trú ẩn ở Thái Lan. Trong thập niên 1990, ông vẫn làm công việc thẩm vấn cho Khmer Đỏ sau khi gia nhập Mặt trận 250, do Ny Korn chỉ huy. Mam Nai rời khỏi Khmer Đỏ ngay trước khi Pol Pot ra lệnh ám sát Son Sen vào năm 1997, sống như một nông dân tư nhân quy mô nhỏ ở phía Tây đất nước. Mặc dù chính quyền Campuchia biết rõ nơi ông sống trong một thời gian dài nhưng không có nỗ lực nào nhằm bắt giữ ông. Theo Stephen Heder của Đại học London Mam Nai có liên quan đến "tra tấn và hành quyết thực tế và gần như chắc chắn sẽ bị kết án trong bất kỳ tòa án quốc tế nào". Tuy nhiên, sau khi xuất hiện tại phiên tòa của Duch với tư cách là nhân chứng, Mam Nai đã không bị buộc tội. Tại phiên tòa, ông được hỏi những câu hỏi liên quan đến vụ tra tấn và giết chết Phung Ton, cựu hiệu trưởng Đại học Phnom Penh, nhưng Mam Nai đã cẩn thận tránh tự buộc tội mình.